# Liste de catastrophes naturelles en 2010
Cet article contient une liste des catastrophes naturelles meurtrières en 2010.

## Janvier
- 1er janvier : France : 3 skieurs périssent dans une avalanche  sur le domaine des Arcs dans le département Savoie (région : Rhône-Alpes)[1].
- 12 janvier : Haïti : Un tremblement de terre de magnitude 7 fait plus de 220 000 morts et environ 2 000 000 de sans-abris[2].

## Février
- 27 février : Chili : Le 27 février, un séisme de magnitude 8,8 provoque un tsunami, entrainant la mort de 486 personnes[2].

- 27-28 février : France : Une tempête hivernale (tempête Xynthia) fait 60 morts sur la côte Ouest de la France[3].

## Avril
- 13 avril : Chine : Un tremblement de terre de 7,1 frappe la province chinoise du Quighai.  Bilan : 2700 morts, 12000 blessés et environ 100 000 sans-abri[4].

## Juin
- 15 juin : France : Le 15 juin 2010, la Nartuby entre en crue après un orage particulièrement violent et inhabituel en cette période de l'année faisant officiellement 25 morts dans la région de Draguignan. Var (région : Provence-Alpes-Côte d'Azur).

## Juillet
- juillet : Pakistan : Des inondations dévastatrices frappent plusieurs villages causant la mort de plusieurs centaines de personnes (bilan encore incertain : entre 1700 à 3000 individus) et laissant environ 10 millions de sans-abris[5].
- juillet : Russie : La pire canicule depuis 1000 ans en Russie entraîne de gros incendies. 52 personnes périssent. Le 29 juillet, il fait 38,2 °C à Moscou[6].

## Septembre
séisme magnitude 7,0 Nouvelle-Zélande

## Octobre
- 17 octobre : Russie : Des inondations dans le sud de la Russie ont fait onze morts. Trois autres personnes sont portées disparues. Les cours d’eau ont débordé et 24 villages ont été inondés. Près de 300 personnes ont dû être évacuées[7].
- 26 octobre : Indonésie : Le volcan Merapi est en éruption du 26 octobre au 13 novembre faisant 275 morts, 150 blessés et plus de 320 000 réfugiés[8].

## Décembre
- 5 décembre : France : 3 skieurs meurent dans une avalanche dans le département de l'Isère[1].

Bilan des catastrophes naturelles pour la décennie 2000-2010 : 1 244 230 décès, 7 563 événements, 1 023 milliards de dollars de dommages. 